# Abraxas angustifasciata
Abraxas angustifasciata là một loài bướm đêm trong họ Geometridae.